# カレーの王様
カレーの王様（カレーのおうさま）は、東京都中央区に本社を置く株式会社プラスゲートジャパンが運営する、カレーライス専門店チェーンである。元はエスビー食品の完全子会社である株式会社エスビーカレーの王様が運営していたが、2012年（平成24年）4月1日付でエスビー食品からプラスゲートジャパンへ事業譲渡された。

## 概要

### エスビー時代
1973年（昭和48年）に、エスビー食品のアンテナショップとして銀座で創業した。創業当初には、当時肉類が高価だったためチキンボールを入れた看板商品「王様カレー」があった。この王様カレーは現在「復刻王様カレー」として提供されている。
なお、エスビー食品のカレールー・レトルトカレーのブランドに「カレーの王子さま」があるが、こちらは1983年（昭和58年）からの発売で、「カレーの王様」の開業の方が早く、店名が「カレーの王子さま」にあやかったという説は誤りである。
エスビーが運営していた当時は、首都圏各地ならびに、愛知県（新城パーキングエリア）、三重県（亀山パーキングエリア）、兵庫県（権現湖パーキングエリア）の高速道路のパーキングエリア内の合計11箇所に店舗を展開していた。

### 事業譲渡後
エスビーが「カレーの王様」事業をプラスゲートに譲渡して撤退して以降、プラスゲートは店舗網を縮小し、事業譲受の翌月の2012年5月までにパーキングエリア内の全店舗を閉鎖した。
さらに首都圏の店舗網も縮小した結果、東京都内の市ヶ谷店（市ケ谷駅付近）、後楽園店（メトロ・エム後楽園地下1階）、西新宿店（新宿アイランドタワー地下1階）、大手町店（日本ビルヂング地下1階）、青山店（外苑前駅付近）の5店舗のみを運営継続するようになった。
プラスゲートは事業譲受後に新店舗として、2014年（平成26年）2月に浅草橋店（浅草橋駅付近）を開店、同年4月1日にオリナス錦糸町店（地下1階「オリナスCORE」内）を開店したが、翌2015年（平成27年）10月に両店とも閉店した。その後、大手町店、青山店、西新宿店も閉店した。
2024年8月現在、市ヶ谷店、後楽園店の2店舗のみが営業を継続している。